# Campionati italiani di duathlon del 2000
I Campionati italiani di duathlon del 2000 sono stati organizzati dalla Federazione Italiana Triathlon e si sono tenuti a Parma in Emilia-Romagna, in data 10 giugno 2000.
Tra gli uomini ha vinto Maurizio De Ponte (Happidea Triathlon), mentre la gara femminile è andata a Mirella Gastaldo (Triathlon Alto Adige).

## Risultati

### Élite uomini
| Pos. | Atleta                | Società sportiva       | Corsa    | Bici     | Corsa    | Totale   |
| ---- | --------------------- | ---------------------- | -------- | -------- | -------- | -------- |
|      | Maurizio De Ponte     | Happidea Triathlon     | 00:29:29 | 00:58:25 | 00:20:35 | 01:48:29 |
|      | Alessandro Alessandri | T.D. Rimini            | 00:29:29 | 00:59:21 | 00:20:16 | 01:49:06 |
|      | Gianni Lacerenza      | Edera Gitano Forlì     | 00:31:31 | 00:59:30 | 00:20:32 | 01:51:33 |
| 4    | Ugo Moroni            | T.D. Rimini            | 00:31:31 | 00:59:37 | 00:20:41 | 01:51:49 |
| 5    | Corrado Armuzzi       | T.D. Rimini            | 00:31:31 | 00:59:05 | 00:21:23 | 01:51:59 |
| 6    | Stefano Pizzi         | Pro Patria Pierrel     | 00:30:30 | 01:00:24 | 00:21:15 | 01:52:09 |
| 7    | Fabio Pizzagalli      | T.D. Rimini            | 00:30:30 | 01:00:35 | 00:21:07 | 01:52:12 |
| 8    | Fabio Barani          | CUS Parma Csl          | 00:32:32 | 00:59:02 | 00:20:47 | 01:52:21 |
| 9    | Massimo Torsani       | T.D. Rimini            | 00:31:31 | 00:59:27 | 00:21:50 | 01:52:48 |
| 10   | Alberto Piacentini    | Pol. Maranello         | 00:31:31 | 01:00:31 | 00:21:19 | 01:53:21 |
| 11   | Luca Nascimbeni       | Triathlon Alto Adige   | 00:32:32 | 00:58:12 | 00:22:57 | 01:53:41 |
| 12   | Fabio Terzoni         | CUS Parma Csl          | 00:31:31 | 00:59:59 | 00:22:49 | 01:54:19 |
| 13   | Mauro Griggio         | Triathlon Team Brianza | 00:31:31 | 01:00:54 | 00:22:13 | 01:54:38 |
| 14   | Fausto Nobili         | Torrechiara Lgr        | 00:33:33 | 00:59:47 | 00:21:50 | 01:55:10 |
| 15   | Cristiano Ratti       | Energytri              | 00:32:32 | 01:00:33 | 00:22:20 | 01:55:25 |
| 16   | Simone Gatti          | Vpm Capolinea          | 00:32:32 | 01:00:55 | 00:22:24 | 01:55:51 |
| 17   | Andrea Compagnoni     | Pol. Maranello         | 00:31:31 | 01:02:08 | 00:22:40 | 01:56:19 |
| 18   | Umberto Matteucci     | Edera Gitano Forlì     | 00:32:32 | 01:01:20 | 00:22:41 | 01:56:33 |
| 19   | Claudio Nicotra       | Sport Club Catania     | 00:30:30 | 01:02:51 | 00:23:32 | 01:56:53 |
| 20   | Gianluca Davoli       | Pol. Maranello         | 00:33:33 | 01:00:56 | 00:22:28 | 01:56:57 |

### Élite donne
| Pos. | Atleta                | Società sportiva     | Corsa    | Bici     | Corsa    | Totale   |
| ---- | --------------------- | -------------------- | -------- | -------- | -------- | -------- |
|      | Mirella Gastaldo      | Triathlon Alto Adige | 00:36:36 | 01:05:27 | 00:23:57 | 02:06:00 |
|      | Victoria Kirkby       | T.D. Rimini          | 00:38:38 | 01:08:00 | 00:25:48 | 02:12:26 |
|      | Maria Angioni         | Torino Triathlon     | 00:39:39 | 01:10:30 | 00:25:19 | 02:15:28 |
| 4    | Valentina Vecellio    | Triathlon Alto Adige | 00:40:40 | 01:10:14 | 00:25:33 | 02:16:27 |
| 5    | Maria Rosa Ognissanti | Silca Ultralite      | 00:39:39 | 01:11:27 | 00:26:09 | 02:17:15 |
| 6    | Francesca Ricchetti   | Pol. Maranello       | 00:41:41 | 01:11:31 | 00:25:58 | 02:19:10 |
| 7    | Cinzia Arduzzoni      | CUS Parma Csl        | 00:42:42 | 01:11:00 | 00:26:10 | 02:19:52 |
| 8    | Cristina Cominardi    | Ntd Brescia          | 00:42:42 | 01:10:27 | 00:27:49 | 02:20:58 |
| 9    | Sabrina Cuoghi        | Pol. Maranello       | 00:44:44 | 01:11:05 | 00:28:12 | 02:24:01 |
| 10   | Patrizia Sadocco      | Fri Team             | 00:44:44 | 01:18:51 | 00:28:38 | 02:32:13 |
| 11   | Virna Stavla          | Padova Triathlon     | 00:45:45 | 01:18:06 | 00:29:44 | 02:33:35 |
| 12   | Angela Tognazzo       | Padova Triathlon     | 00:43:43 | 01:26:52 | 00:37:21 | 02:47:56 |
| 13   | Bertilla Rossato      | Fumane Triathlon     | 00:57:57 | 00:00:00 | 02:58:15 | 02:58:15 |